# روح بیروت
روح بیروت (انگلیسی: Phantom Beirut) یک فیلم به کارگردانی غسان سلهب است که در سال ۱۹۹۸ منتشر شد.